# مارتیندل (واحد)
مارتیندل (انگلیسی: Martindale) «مارتیندل» یک واحد برای تعیین میزان مقاومت در برابر سایش در منسوجات است، به خصوص زمانی که برای اثاث یا لوازم داخلی استفاده می‌شود.

## آزمایش مارتیندل
آزمایش مارتیندل (به انگلیسی: Martindale test) آزمایشی برای اندازه‌گیری میزان مقاومت و دوام پارچه‌ها در برابر سایش است.
و با شبیه‌سازی سایش طبیعی از یک پوشش صندلی است که در آن مقاومت نمونه پارچه‌ای در برابر یک سطح ساینده استاندارد با ایجاد سایش سنجیده می شود.
این آزمایش بر روی پارچه‌هایی در لوازم خانگی مختلف مانند: صندلی‌ها، مبلمان تجاری و... و تعیین مناسب بودن آنها انجام می‌شود.
تست مارتیندل بعنوان آزمون RUB مارتیندل شناخته شده است. به این معنا که این آزمون به عنوان "آزمون RUB"، آزمایش‌هایی که برای مقاومت در برابر سایش‌اند، شناخته شده است.

## روش آزمایش
روش آزمایش مارتیندل به این ترتیب است که منسوج مورد نظر را بر روی صفحه بسته سپس یک سطح سایندهٔ استاندارد مانند دیسکهای کوچک پشمی یا سیم‌مش (بعنوان ساینده) با یک نیروی مشخص و به طور مستمر، بر روی سطح مورد آزمایش ساییده می‌شوند. با بروز تغییر قابل توجه در ظاهر منسوج یا ایجاد پارگی در پارچه، آزمون به پایان می‌رسد.
آزمایش در فواصل زمانی ۵۰۰۰دور انجام می‌شود. هرچه تعداد سایش (‌واحد مارتیندل‌) مقدار بیشتری داشته باشد، مقاومت منسوج نسبت به سایش بیشتر خواهد بود.
با توجه به نتایج خوانده شده از دستگاه، پارچه‌ها از نظر مقاومت سایشی، طبقه‌بندی می‌شوند.
در این جدول مؤسسه ملی نساجی آلمان حداقل مقدار مورد نیاز برای برنامه‌های مختلف را مشخص نموده است:
|                 | بالشتک نرم | بالشتک سفت |
| --------------- | ---------- | ---------- |
| استفاده شخصی    | ۱۰۰۰۰      | ۱۵۰۰۰      |
| استفاده اداری   | ۲۵۰۰۰      | ۳۵۰۰۰      |
| حمل و نقل عمومی | ۳۰۰۰۰      | ۴۰۰۰۰      |

برای استفاده پلیس یا اورژانس مقادیر ۲۰۰۰۰۰ تا ۵۰۰۰۰۰ نیاز است.
در ایالات متحده آمریکا، بیشتر آزمون Wyzenbeek به جای مارتیندال استفاده می‌شود.

## آزمایش وایزنبک
آزمون وایزنبک Wyzenbeek نوع دیگری از آزمایش مقاومت سایشی برای پارچه‌ها است با این تفاوت که در آن قسمت سایشی دستگاه شامل یک قطعه از کرباس یا سیم مش در برابر سطح مورد آزمون به جلو و عقب حرکت می‌کند. در واقع حرکت آن در برابر نمونه در هر دو جهت تار و پود انجام می‌شود.
آزمون Wyzenbeek در شمال آمریکا استفاده می‌شود، در حالی که آزمون مارتیندل یک استاندارد بین‌المللی تأیید شده توسط دبیرخانه بین‌المللی پشم و پنبه است.
آزمایش مارتیندل تنها برای اندازه‌گیری مقاومت سایشی پارچه‌ها است. در صورتی که عوامل زیاد دیگری نیز از جمله مواد شیمیایی و شوینده‌هاو... بر مقاومت سایشی منسوج اثر می‌گذارند. پس RUB بالا به معنی غیرقابل نفوذ بودن منسوج نیست.